# شهرك إمام خميني (لنجة)
شهرك إمام خميني (بالفارسية: شهرک امام خمینی) هي قرية تقع في إيران في منطقة مركزية ريفية. يقدر عدد سكانها بـ 183 نسمة .